# Street Hassle
Street Hassle – ósmy album Lou Reeda wydany w lutym 1978 przez wytwórnię Arista Records. Nagrań dokonano w nowojorskim The Record Plant oraz na koncertach w Monachium, Wiesbaden i Ludwigshafen (Niemcy).

## Lista utworów
1. "Gimmie Some Good Times" (L. Reed) – 3:15
2. "Dirt" (L. Reed) – 4:43
3. "Street Hassle" (L. Reed) – 10:53

A. "Waltzing Matilda" – 3:20
B. "Street Hassle" – 3:31
C. "Slipaway" – 4:02
1. "I Wanna Be Black" (L. Reed) – 2:55
2. "Real Good Time Together" (L. Reed) – 3:21
3. "Shooting Star" (L. Reed) – 3:11
4. "Leave Me Alone" (L. Reed) – 4:44
5. "Wait" (L. Reed) – 3:13

## Skład
- Lou Reed – śpiew, gitara, gitara basowa, pianino
- Stuart Heinrich – gitara w "Street Hassle", dalszy śpiew w "Leave Me Alone"
- Michael Fonfara – pianino w "I Wanna Be Black" i "Shooting Star"
- Marty Fogel – saksofon
- Steve Friedman – gitara basowa i dalszy śpiew w "Leave Me Alone"
- Jeffrey Ross – gitara, śpiew w live recorded tracks
- Michael Suchorsky – perkusja
- Aram Schefrin – aranżacja smyczków
- Jo'Anna Kameron – dalszy śpiew
- Angela Howard – dalszy śpiew
- Christine Wiltshire – dalszy śpiew
- Genya Raven – dalszy śpiew

produkcja
- Lou Reed – producent
- Richard Robinson – producent
- Manfred Schunke – inżynier dźwięku
- Heiner Friesz – inżynier dźwięku